# 艾德温·詹姆士
艾德温·利兰·詹姆士（英語：Edwin Leland James，1890年6月25日—1951年12月3日），是美国新聞工作者、戰地記者，报道第一次世界大战，曾担任《纽约时报》总编辑。